# Chalcasthenes squamigera
Chalcasthenes squamigera är en skalbaggsart som beskrevs av Frey 1969. Chalcasthenes squamigera ingår i släktet Chalcasthenes och familjen Dynastidae. Inga underarter finns listade i Catalogue of Life.